# Сарушка
Сарушка — деревня в Краснотуранском районе Красноярского края. Входит в состав Кортузского сельсовета.

## География
Деревня находится на севере района, на расстоянии примерно 20 км (по прямой) к северу от села Краснотуранск, административного центра района.

### Климат
Климат резко — континентальный с холодной зимой и жарким летом, суровый, с большими годовыми и суточными амплитудами температуры. Максимальная высота снежного покрова 46 см. Среднемесячная температура января колеблется от −23,5 ºС до −21,0 ºС, июля от +19,8 ºС до +18,8 ºС. Среднегодовая температура составляет −0,6 ºС ÷ −1,6 ºС. Годовая сумма осадков составляет 389 мм, причем большая её часть выпадает в теплый период года (82 % от годовой суммы).

## История
Основана в 1897 году переселенцами из Херсонской и Полтавской губерний. В 1911 году в деревне был учтён 521 житель. В советское время работали колхозы «Северная Украина», имени Сталина и имени Ленина.

## Население
| 2010 |
| ---- |
| 142  |

### Национальный состав
Согласно результатам переписи 2002 года, в национальной структуре населения русские составляли 98 % из 263 чел.